# Closterotomus norwegicus
Closterotomus norwegicus is een wants uit de familie van de blindwantsen (Miridae). De soort werd het eerst wetenschappelijk beschreven door Johann Friedrich Gmelin in 1790. 

## Uiterlijk
Deze wants kan 7 tot 8,5 mm lang worden en is altijd langvleugelig. Het lichaam is groen of geelgroen en licht behaard. Een belangrijk kenmerk zijn de antennes: hiervan zijn is het eerste segment groen en de rest lichtbruin. Het derde en vierde antennesegment zijn samen net zo lang als het tweede segment. Het doorzichtige deel van de voorvleugels is grijs met groengele aders. De soort lijkt in sommige gevallen op de Adelphocoris lineolatus; die heeft echter lichter gekleurde beharing en hij lijkt soms op Calocoris roseomaculatus, maar die heeft echter een korter tweede antennelid dat korter is dan de lengte van het derde en vierde segment samen.

## Leefwijze
De soort kent één generatie per jaar en overwintert als eitje. De volwassen dieren zijn te vinden van april tot oktober op verschillende distel- en klaversoorten, grote brandnetel (Urtica dioica), duizendblad (Achillea millefolium), jacobskruiskruid (Jacobaea vulgaris) en is een plaaginsect op suikerbiet en aardappel.

## Leefgebied
De wants komt voor op akkers, grasland, wegbermen en bosranden in Noord-Amerika, Australië, Nieuw-Zeeland, het Palearctisch gebied en is in Nederland zeer algemeen.